# U-586 (tàu ngầm Đức)
U-586 là một tàu ngầm tấn công  Lớp Type VII thuộc phân lớp Type VIIC được Hải quân Đức Quốc Xã chế tạo trong Chiến tranh Thế giới thứ hai. Nhập biên chế năm 1941, nó đã thực hiện được mười ba chuyến tuần tra, đánh chìm hai tàu buôn với tổng tải trọng 12.716 GRT, đồng thời gây hư hại cho một tàu buôn khác tải trọng 9.057 GRT. U-586 bị máy bay ném bom B-24 Liberator của Không lực Lục quân Hoa Kỳ đánh chìm trong một cuộc không kích gần cảng Toulon, Pháp vào ngày 5 tháng 7, 1944.

## Thiết kế và chế tạo

### Thiết kế

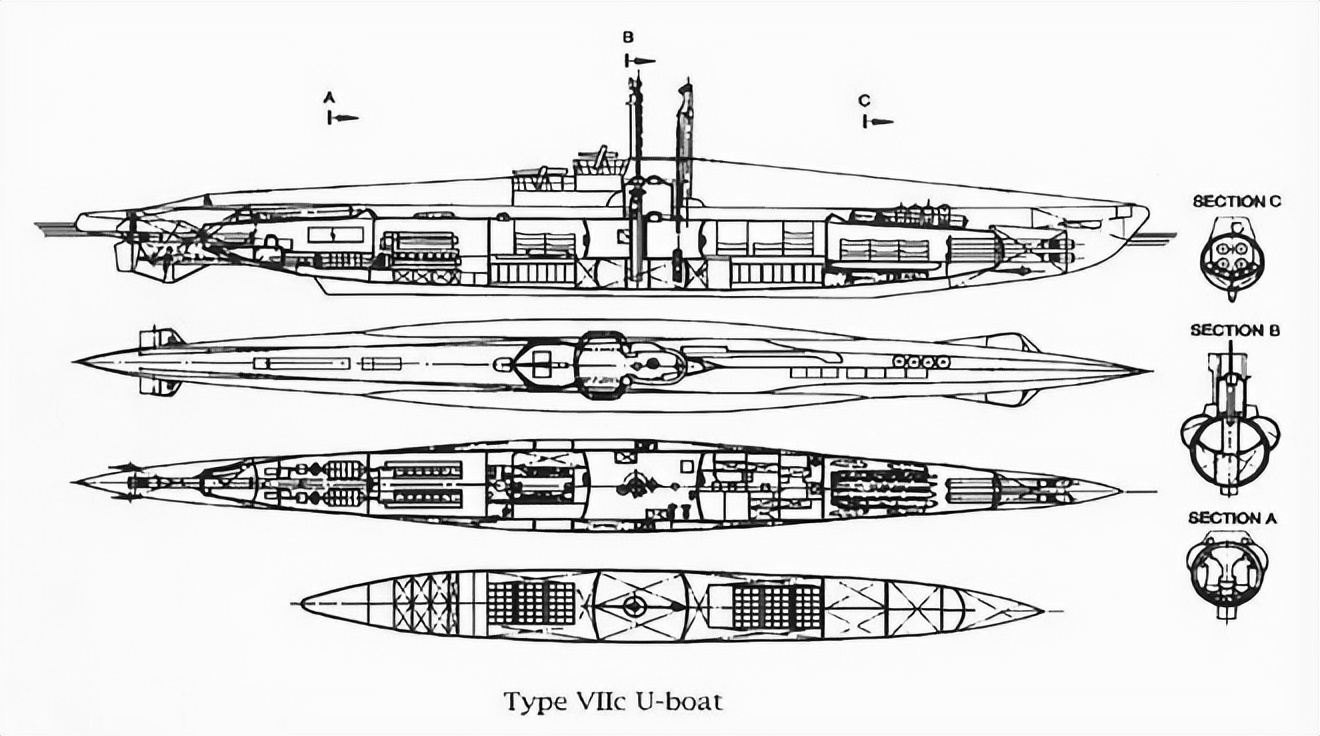
Sơ đồ các mặt cắt một tàu ngầm Type VIIC

Phân lớp VIIC của Tàu ngầm Type VII là một phiên bản VIIB được kéo dài thêm. Chúng có trọng lượng choán nước 769 t (757 tấn Anh) khi nổi và 871 t (857 tấn Anh) khi lặn). Con tàu có chiều dài chung 67,10 m (220 ft 2 in), lớp vỏ trong chịu áp lực dài 50,50 m (165 ft 8 in), mạn tàu rộng 6,20 m (20 ft 4 in), chiều cao 9,60 m (31 ft 6 in) và mớn nước 4,74 m (15 ft 7 in).
Chúng trang bị hai động cơ diesel Germaniawerft F46 siêu tăng áp 6-xy lanh 4 thì, tổng công suất 2.800–3.200 PS (2.100–2.400 kW; 2.800–3.200 bhp), dẫn động hai trục chân vịt đường kính 1,23 m (4,0 ft), cho phép đạt tốc độ tối đa 17,7 kn (32,8 km/h), và tầm hoạt động tối đa 8.500 nmi (15.700 km) khi đi tốc độ đường trường 10 kn (19 km/h). Khi đi ngầm dưới nước, chúng sử dụng hai động cơ/máy phát điện Garbe, Lahmeyer & Co. RP 137/c  tổng công suất 750 PS (550 kW; 740 shp). Tốc độ tối đa khi lặn là 7,6 kn (14,1 km/h), và tầm hoạt động 80 nmi (150 km) ở tốc độ 4 kn (7,4 km/h). Con tàu có khả năng lặn sâu đến 230 m (750 ft).
Vũ khí trang bị có năm ống phóng ngư lôi 53,3 cm (21 in), bao gồm bốn ống trước mũi và một ống phía đuôi, và mang theo tổng cộng 14 quả ngư lôi, hoặc tối đa 22 quả thủy lôi TMA, hoặc 33 quả TMB. Tàu ngầm Type VIIC bố trí một hải pháo 8,8 cm SK C/35 cùng một pháo phòng không 2 cm (0,79 in) trên boong tàu. Thủy thủ đoàn bao gồm 4 sĩ quan và 40-56 thủy thủ.

### Chế tạo
U-586 được đặt hàng vào ngày 8 tháng 1, 1940, và được đặt lườn tại xưởng tàu của hãng Blohm & Voss ở Hamburg vào ngày 1 tháng 10, 1940. Nó được hạ thủy vào ngày 10 tháng 7, 1941, và nhập biên chế cùng Hải quân Đức Quốc Xã vào ngày 4 tháng 9, 1941 dưới quyền chỉ huy của Hạm trưởng, Đại úy Hải quân Dietrich von der Esch.

## Lịch sử hoạt động
Sau khi hoàn tất việc huấn luyện trong thành phần Chi hạm đội U-boat 6; U-586 được điều sang Chi hạm đội U-boat 11 từ ngày 1 tháng 7, 1942; sang Chi hạm đội U-boat 13 từ ngày 1 tháng 6, 1943; trở lại Chi hạm đội U-boat 6 từ ngày 1 tháng 10, 1943; và cuối cùng sang Chi hạm đội U-boat 29 để hoạt động trong khu vực Địa Trung Hải từ ngày 1 tháng 3, 1944.

### 1942

#### Chuyến tuần tra thứ nhất
U-586 khởi hành từ Kiel, Đức vào ngày 12 tháng 1, 1942 cho chuyến tuần tra đầu tiên trong chiến tranh. Nó đã tiến ra Bắc Hải, rồi băng qua khe GI-UK giữa các quần đảo Shetland và Faroe để vòng qua quần đảo Anh và hoạt động tại vùng biển Bắc Đại Tây Dương về phía Tây Bắc Scotland. Tại đây vào ngày 6 tháng 2, nó phóng ngư lôi tấn công chiếc tàu chở dầu Na Uy Anna Knudsen 9.057 GRT, khiến mục tiêu bị hư hại nặng, nhưng không thể tiếp tục tấn công vì bị các tàu đánh cá vũ trang Anh HMS Paynter (FY 242) và HMS Thirlmere (FY 206) truy đuổi. Chiếc U-boat kết thúc chuyến tuần tra khi đi đến cảng Bergen, Na Uy vào ngày 12 tháng 2, rồi di chuyển đến cảng Trondheim, Na Uy vào giữa tháng 2.

#### Chuyến tuần tra thứ hai, thứ ba và thứ tư
Trong chuyến tuần tra ngắn thứ hai, cùng xuất phát và kết thúc tại Trondheim, U-586 đã hoạt động trong biển Na Uy từ ngày 14 đến ngày 22 tháng 3.
Chiếc tàu ngầm lại xuất phát từ Trondheim vào ngày 10 tháng 5 cho chuyến tuần tra tiếp theo, và đã hoạt động ở phía Bắc Na Uy cho đến tận biển Barents, và kết thúc chuyến tuần tra tại Skjomenfjord (gần Narvik), Na Uy vào ngày 1 tháng 6. Chiếc U-boat sau đó di chuyển đến Trondheim vào đầu tháng 6.
U-586 khởi hành từ Trondheim vào ngày 25 tháng 7 cho chuyến tuần tra thứ tư, và hoạt động trong biển Bắc Cực cho đến tận phía Nam quần đảo Svalbard. Nó quay trở về căn cứ Narvik vào ngày 16 tháng 8. Đến cuối tháng 8, con tàu lại di chuyển đến cảng Bergen.

#### Chuyến tuần tra thứ năm và thứ sáu
Sang đầu tháng 10, U-586 di chuyển từ Bergen đến Skjomenfjord, rồi lại đi đến Harstad, trước khi xuất phát từ đây vào ngày 13 tháng 10 cho chuyến tuần tra thứ năm. Chiếc tàu ngầm đã hoạt động trong biển Na Uy cho đến phía Đông Greenland, và tiến hành trinh sát đảo Jan Mayen vào ngày 28 tháng 10. Đến ngày 2 tháng 11, nó phóng ngư lôi đánh chìm chiếc tàu buôn Anh Empire Gilbert 6.640 GRT ở vị trí về phía Tây Nam đảo Jan Mayen. Chiếc U-boat quay trở về Skjomenfjord vào ngày 5 tháng 11.
U-586 lại có một chuyến tuần tra ngắn tiếp theo từ ngày 18 tháng 11 đến ngày 1 tháng 12, khi nó rời Skjomenfjord để hoạt động ở phía Bắc Na Uy và kết thúc chuyến tuần tra tại Bergen. Đến giữa tháng 12, chiếc tàu ngầm lần lượt di chuyển đến Kiel, và sau đó đến Hamburg, Đức để sửa chữa và đại tu.

### 1943

#### Chuyến tuần tra thứ bảy
Vào đầu tháng 2, 1943, U-586 di chuyển từ Hamburg đến Kiel, và sang cuối tháng 2 lại di chuyển đến căn cứ Bergen. Nó khởi hành từ đây vào ngày 2 tháng 3 cho chuyến tuần tra thứ bảy để hoạt động trong biển Na Uy. Tại đây vào ngày 9 tháng 3, nó phóng ngư lôi tấn công và đánh chìm chiếc tàu buôn Hoa Kỳ Puerto Rican 6.076 GRT, vốn bị tách rời khỏi Đoàn tàu RA-53, ở vị trí khoảng 100 nmi (190 km) về phía Đông Bắc Iceland. Chiếc U-boat kết thúc chuyến tuần tra tại cảng Narvik vào ngày 13 tháng 3, nhưng tiếp tục di chuyển đến cảng Trondheim.

#### Chuyến tuần tra thứ tám, thứ chín và thứ mười
Chuyến tuần tra thứ tám của U-586 kéo dài từ ngày 29 tháng 3 đến ngày 2 tháng 5, khi nó xuất phát từ Trondheim để hoạt động ở phía Tây Bắc Na Uy và kết thúc chuyến đi tại Bergen.
Chiếc tàu ngầm di chuyển từ Bergen đến cảng Hammerfest, Na Uy vào cuối tháng 5, và khởi hành từ đây vào ngày 5 tháng 6 cho chuyến tuần tra tiếp theo để hoạt động trong biển Bắc Cực chung quanh đảo Bear và phía Nam quần đảo Svalbard. Nó kết thúc chuyến tuần tra tại Narvik vào ngày 10 tháng 7, và vào giữa tháng 7 đã lại di chuyển đến cảng Tromsø, Na Uy.
Khởi hành từ Tromsø vào ngày 21 tháng 7 cho chuyến tuần tra thứ mười, U-586 hoạt động trong biển Barents ngoài khơi bán đảo Kola cho đến tận phía Nam quần đảo Novaya Zemlya. Chiếc U-boat kết thúc chuyến tuần tra tại cảng Narvik vào ngày 31 tháng 7, rồi đến đầu tháng 8 lại lần lượt di chuyển từ Narvik đến Trondheim, rồi đến Bergen.

#### Chuyến tuần tra thứ mười một
Rời cảng Bergen vào ngày 19 tháng 10 cho chuyến tuần tra thứ mười một U-584 lại băng qua khe GI-UK giữa Iceland và quần đảo Faroe để vòng qua quần đảo Anh, và hoạt động tại vùng biển giữa Bắc Đại Tây Dương. Nó kết thúc chuyến tuần tra khi đi đến cảng St. Nazaire bên bờ Đại Tây Dương của Pháp vào ngày 3 tháng 12.

### 1944

#### Chuyến tuần tra thứ mười hai và mười ba
U-584 xuất phát từ cảng St. Nazaire vào ngày 29 tháng 1, 1944 cho chuyến tuần tra thứ mười hai, với nhiệm vụ sẽ chuyển sang hoạt động trong khu vực Địa Trung Hải. Băng qua eo biển Gibraltar được phía Đồng Minh canh phòng nghiêm ngặt vào ngày 11 tháng 2, chiếc U-boat đi đến căn cứ mới tại cảng Toulon ở miền Nam nước Pháp vào ngày 22 tháng 2.
Sau đó U-584 có chuyến tuần tra tiếp theo, cùng xuất phát và kết thúc tại Toulon và kéo dài từ ngày 9 tháng 5 đến ngày 21 tháng 6, để hoạt động dọc theo bờ biển Bắc Phi ngoài khơi Algérie và Tunisia, và dọc bờ biển phía Bắc đảo Sicilia, Ý. Trong cả hai chuyến tuần tra nó không đánh chìm thêm được mục tiêu nào.

#### Bị đánh chìm
Đang khi neo đậu cặp bến Missiessy East Quay, Toulon vào ngày 5 tháng 7, U-584 chịu đựng đợt không kích của Không lực 15 Không lực Lục quân Hoa Kỳ. Bom ném từ những máy bay ném bom B-24 Liberator đã đánh chìm chiếc U-boat tại tọa độ 43°07′B 05°55′Đ / 43,117°B 5,917°Đ.

### "Bầy sói" tham gia
U-586 từng tham gia mười bầy sói:
- Robbe (15 – 24 tháng 1, 1942)
- Greif (14 – 29 tháng 5, 1942)
- Nebelkönig (27 tháng 7 – 14 tháng 8, 1942)
- Boreas (19 – 26 tháng 11, 1942)
- Taifun (2 – 4 tháng 4, 1943)
- Jahn (31 tháng 10, – 2 tháng 11, 1943)
- Tirpitz 3 (2 – 8 tháng 11, 1943)
- Eisenhart 5 (9 – 15 tháng 11, 1943)
- Schill 2 (17 – 22 tháng 11, 1943)
- Weddigen (22 – 25 tháng 11, 1943)

### Tóm tắt chiến công
U-586 đã đánh chìm được hai tàu buôn với tổng tải trọng 12.716 GRT, đồng thời gây hư hại cho một tàu buôn khác tải trọng 9.057 GRT:
| Ngày             | Tên tàu        | Quốc tịch      | Tải trọng | Số phận      |
| ---------------- | -------------- | -------------- | --------- | ------------ |
| 9 tháng 2, 1942  | Anna Knudsen   | Norway         | 9.057     | Bị hư hại    |
| 2 tháng 11, 1942 | Empire Gilbert | United Kingdom | 6.640     | Bị đánh chìm |
| 9 tháng 3, 1943  | Puerto Rican   | United States  | 6.076     | Bị đánh chìm |